# جک دایتون
جک دایتون (انگلیسی: Jack Deighton؛ ۰۷/۰۶/۱۹۰۴ – ۱۹۸۷) بازیکن فوتبال بود.
از باشگاه‌هایی که در آن بازی کرده‌است می‌توان به باشگاه فوتبال اورتون اشاره کرد.